# Soloba
Soloba est un village de la commune de Yallankoro-Soloba de la communauté territoriale du Cercle de Yanfolila dans la région de Sikasso dans le sud-Mali.
Le village est à 32 km à l'ouest de Yanfolila et à 4 km de la rivière Sankarani qui marque la frontière avec la Guinée.

## Personnalités liées au village
- Malick Sidibé (1935 ou 1936 - 2016), photographe malien, est né à Soloba[2].